# بوستان بعثت (کرمانشاه)
بوستان بعثت در شیب شرقی تپه فتحعلی‌خان در شهر کرمانشاه و در بین محلات کوچه ثبت، جم‌خانه، جعفرآباد و شهرک بعثت واقع شده‌است. این بوستان‌ ۳۵۵۰ متر مربع مساحت دارد.   این بوستان به همراه محله تپه فتحعلیخان محل تجمع معتادان متجاهر و مواد فروشان است که معمولا بصورت آزادانه در آن به فعالیت میپردازند.

## یادکردها
1. ↑  بزنیم بیرونپارک بعثت کرمانشاه
2. ↑  سازمان سیما ، منظر و فضای سبز شهری شهرداری کرمانشاه بایگانی‌شده  در ۲۳ نوامبر ۲۰۱۸ توسط Wayback Machine، آمار پارکها و میادین سبز کرمانشاه.
3. ↑  «نگاهی به پاتوق‌های فروشندگان موادمخدر/عرضه در پوشش بقالی ولبنیاتی».
4. ↑  «طرح جمع‌آوری معتادین متجاهر در محلات آقاجان، تپه فتحعلی‌خان و جعفرآباد».
5. ↑  «کرمانشاه ۱۵ محله اسکان غیررسمی دارد».
6. ↑  «جولان معتادان در پارك بعثت كرمانشاه».
7. ↑  «هروئین و شیشه به راحتی تهیه یک بسته آدامس در بوستان بعثت کرمانشاه پیدا می شود و معتادان نیز در معرض دید عموم مواد مخدر مصرف می کنند. | پایگاه خبری تحلیلی طلوع کرمانشاه». toloukermanshah.ir. دریافت‌شده در ۲۰۲۳-۰۷-۰۳.